# Grammaticalizzazione
In linguistica, la grammaticalizzazione è quel processo attraverso il quale una categoria grammaticale (genere, numero, persona etc.) o una funzione linguistica del sistema verbale o di quello nominale di una lingua viene espressa attraverso morfemi grammaticali.
I morfemi (o morfi) grammaticali si fanno carico di offrire un'informazione (ad esempio, nella parola italiana gatta, la desinenza -a indica che il genere è femminile) che può essere offerta anche da un elemento lessicale (in lingua inglese, gatta si dice she-cat: il genere è indicato da she, un elemento lessicale).
Fenomeno opposto alla grammaticalizzazione è la lessicalizzazione.

## Grammaticalizzazione e lessicalizzazione
Generalmente, lessico e grammatica sono intesi come domini opposti. I segni lessicali sono in numero indefinito, si riproducono e aumentano indefinitamente. I segni grammaticali (ad esempio articoli, preposizioni, congiunzioni, prefissi, suffissi ecc.) sono invece in numero limitato e non aumentano o mutano se non lentissimamente: vengono detti "forme legate" e si organizzano in paradigmi.
Lessico e grammatica non restano però isolati l'uno dall'altro, non solo perché il lessico è organizzato in categorie grammaticali (o parti del discorso), ma perché elementi del lessico sono usati come strumenti grammaticali e viceversa. Ad esempio, la locuzione preposizionale a causa di è usata nel senso della preposizione per: il museo ha chiuso per lo sciopero è equivalente a il museo ha chiuso a causa dello sciopero. L'elemento lessicale causa è usato a fini grammaticali (grammaticalizzazione). Una costruzione verbale come prendere la fuga – che equivale a fuggire – rappresenta invece una lessicalizzazione, in cui un insieme di elementi retti da rapporti grammaticali assume le funzioni di una singola unità lessicale.
Sintagmi come ora come ora, d'un tratto hanno equivalenti in momentaneamente e improvvisamente: rappresentano delle lessicalizzazioni, perché sono forme grammaticali che assumono le funzioni di parole, analogamente a cantante (originariamente una forma grammaticale, in particolare il participio presente del verbo cantare, poi un nome) o a reverendo (originariamente un gerundio, poi un nome).
Viceversa, la preposizione mediante era originariamente il participio presente del verbo mediare, ma è stata nel tempo usata come preposizione, analogamente a durante (participio presente di durare) o a nonostante (dal verbo ostare).

## Grammaticalizzabilità
I morfi grammaticali sono dunque caratterizzati dall'essere un insieme relativamente chiuso (i suoi elementi tendono cioè a non aumentare). È attraverso essi che passano alcune opzioni obbligatorie (opzioni che, del resto, rappresentano l'oggetto principale della grammatica). Così, ad esempio, se è libera la scelta "lessicale" tra Mi fa male la testa e Mi fa male la zucca, è obbligatoria la scelta tra singolare e plurale (categoria del numero). Nel caso del verbo, il numero delle opzioni obbligatorie aumenta: così, effettuata la libera scelta lessicale dormire, si presenta la scelta obbligata delle categorie di persona (1ª, 2ª ecc.) e di numero (singolare-plurale).
Tali opzioni obbligate, come accennato, possono essere rappresentate attraverso elementi grammaticali (in italiano, le desinenze -o, -i, in inglese -ing, -s, in spagnolo -s, ecc.) o lessicali. Ad esempio, in greco e in arabo, quando ci si riferisce ad una entità che si manifesta in coppia, si usa una forma specializzata, il duale. In lingue senza duale, l'entità in coppia viene indicata come tale attraverso elementi lessicali: entrambe le mani (italiano), both hands (inglese), beide Hände (tedesco).
Le nozioni grammaticalizzabili variano da lingua a lingua: più specificatamente, le aree nozionali grammaticalizzabili sono riducibili, nel complesso, ad un numero piuttosto contenuto. Così, la nozione di "causatività" (che esprime la matrice semantica "far fare qualcosa a qualcuno/qualcosa"), in swahili si ottiene attraverso i suffissi -ya (soggetto a diverse forme di assimilazione), -isha, -esha: se pita vuol dire "passare", pisha (da pit + -ya) vuole dire "far passare"; se soma vuol dire "leggere", somesha vuol dire "far leggere". In turco, gli infissi -dir- (anch'esso con diverse forme di assimilazione) e -t- assolvono la medesima funzione: yaz-mak ("scrivere") → yaz-dir-mak ("far scrivere"); anla-mak ("ascoltare") → anla-t-mak ("far ascoltare" e, quindi, "raccontare", "spiegare"). In italiano, l'opposizione tra forme causative e forme non causative della medesima base semantica si ottiene per elementi lessicali:
- morire ←→ uccidere ("far morire")
- crescere ←→ accrescere ("far crescere")
- nascere ←→ generare ("far nascere")

## Il processo in diacronia
Il significato può dunque essere rappresentato in lingua attraverso due canali: quello grammaticale e quello lessicale. Nell'analisi diacronica di una lingua si può constatare che avviene una continua redistribuzione delle forme, tale per cui elementi lessicali vengono grammaticalizzati ed elementi grammaticali vengono lessicalizzati. A proposito di questo reiterato scambio di canale, si parla di "lessicalizzazione" intendendo quel processo attraverso il quale un elemento grammaticale assume valore di elemento lessicale, e di "grammaticalizzazione" intendendo il processo inverso.
Un esempio di grammaticalizzazione è rappresentato dagli avverbi, spesso derivati da parole indipendenti, come gli avverbi di modo che in diverse lingue neolatine sono formati dall'unione di un aggettivo e del sostantivo latino mens, mentis: serenamente, audacemente ecc.
La lessicalizzazione (o degrammaticalizzazione) avviene quando un elemento grammaticale assume valore lessicale. Sebbene meno diffuso, si verifica a causa di un fondamentale principio attivo nel funzionamento linguistico. Uno degli esempi più noti di lessicalizzazione è quello della sostantivizzazione di un suffisso come -ismo. Ad esempio:
Sei vittima dei tuoi ismi.
Un esempio di normale uso suffissale è invece in social-ismo. Come si vede, al plurale questo suffisso assume valore di sostantivo astratto, con una certa accezione negativa rispetto al significato originario. Un altro esempio di suffisso che acquista valore nominale è la parola dell'inglese americano -ade (suffisso presente in orangeade, lemonade, limeade o cherryade), talvolta usato con il significato generico di "succo di frutta".
Un altro esempio, non confinato ad uno specifico elemento lessicale, si trova nello sviluppo gaelico irlandese con l'origine del pronome di prima persona plurale muid (una parola funzionale) dal suffisso flessivo -mid (come in táimid "noi siamo") a causa di una rianalisi basata sull'ordine verbo-pronome delle altre persone del verbo.
Un ulteriore esempio è il genitivo sassone inglese, che passò, nella fase finale dell'inglese antico, da essere un suffisso a essere un clitico, quindi grammaticalmente meno rilevante e più svincolato.
Queste forme, perso il contatto con le regole grammaticali, sono quindi diventate lessemi con un nuovo e autonomo significato; pertanto la lessicalizzazione è un aspetto fondamentale della degrammaticalizzazione. Ogni volta che un morfo cessa di essere produttivo si ha una lessicalizzazione, perché perde la cristallizzazione funzionale a vantaggio di un'acquisizione di significato.
La degrammaticalizzazione è comunque, soprattutto nel quadro dell'ipotesi della unidirezionalità, un processo diacronico ben più raro del passaggio da elementi lessicali a funzionali o da elementi meno grammaticali a più grammaticali, siccome, per dirla con Bernd Heine, «la grammaticalizzazione è un processo unidirezionale, cioè porta da forme e costruzioni meno grammaticali alle stesse più grammaticali».